# فرودگاه فورموست
فرودگاه فورموست (به انگلیسی: Foremost Airport) یک فرودگاه همگانی است که یک باند فرود آسفالت دارد و طول باند آن ۹۱۴ متر است. این فرودگاه در کشور کانادا قرار دارد و در ارتفاع ۸۸۷ متری از سطح دریا واقع شده است.